# Neilando Pimenta
 Neilando Alves Pimenta  (Teófilo Otoni, 31 de agosto de 1967) é um político brasileiro. Atualmente é deputado estadual eleito pelo Partido Socialista Brasileiro (PSB). 
Nas eleições de 2018, foi candidato à reeleição pelo Podemos e foi reeleito com 60 637 votos.